# WrestleMania XXIV

Logo de Wrestlemania XXIV

WrestleMania XXIV o WrestleMania 24 va ser la vint-i-quatrena edició de WrestleMania, esdeveniment de pagament per visió de lluita lliure professional produït per la World Wrestling Entertainment. Va tenir lloc el 30 de març del 2008 al Citrus Bowl a Orlando (Florida). L'eslògan va ser «The Biggest WrestleMania Under the Sun» (El WrestleMania més gran sota el sol).
Els temes musicals d'aquesta edició van ser "Snow ((Hey Oh))" de Red Hot Chili Peppers i "Light It Up" de Rev Theory.
WrestleMania XXIV va ser la primera edició de WrestleMania celebrada a Florida. Va ser a més el segon WrestleMania celebrat a l'aire lliure, després del WrestleMania IX. Tot i els riscos d'un show a l'aire lliure, Vince McMahon va anunciar que el show es faria tant sí com no, amb el temps que fos. Els tiquets van sortir a la venda el 3 de novembre del 2007.

## Resultats
- Kane derrotà Mark Henry, Elijah Burke, Lance Cade, Deuce, Domino, Tommy Dreamer, Jim Duggan, Festus, The Great Khali, Hardcore Holly, Jesse, Brian Kendrick, Kofi Kingston, The Miz, Shannon Moore, Trevor Murdoch, Jamie Noble, Chuck Palumbo, Cody Rhodes, Snitsky, Stevie Richards, Val Venis i Jimmy Wang Yang pel Battle Royal de 24 homes. (6:50). Aquesta lluita va ser reproduïda al web de la WWE en un dark match.
- JBL derrotà Finlay (amb Hornswoggle) pel Belfast Brawl. (8:35). El final arriba amb el finisher de JBL.
- CM Punk derrotà Shelton Benjamin, Chris Jericho, Carlito, Montel Vontavious Porter, Mr. Kennedy i John Morrison pel Money in the bank. (13:55).
- Batista derrotà Umaga pel Battle for Brand Supremacy. (7:06). Lluita lenta que va acabar amb la Batista Bomb.
- Kane derrotà Chavo Guerrero (c) pel ECW Championship. (0:08). Té la característica de ser la lluita més curta a la història de Wrestlemania.
- Shawn Michaels derrotà Ric Flair per la retirada d'aquest últim. (20:23). Això va causar la reitrada de Ric Flair.
- Beth Phoenix i Melina (amb Santino Marella) derrotaren Maria i Ashley pel Playboy BunnyMania. (5:56).
- Randy Orton (c) derrotà Triple H i John Cena pel WWE Championship. (14:09).
- Floyd Mayweather derrotà The Big Show per l'honor. (11:36).
- The Undertaker derrotà Edge (c) pel World Heavyweight Championship. (23:50). Undertaker va continuar la seva ratxa de 16 victòries seguides a Wrestlemania sense cap derrota 16-0.

## Incident
Al tancament de l'esdeveniment, durant la celebració de la victòria de The Undertaker va succeir un accident pirotècnic que va deixar unes 40 persones amb cremades lleus i 3 persones hospitalitzades.